# 真継康総
真継 康総（まつき やすふさ）は、戦国時代から江戸時代にかけての地下官人。河内 源五郎や河内 源大夫、河内 康総、藤 康総、源 康総、真継 康綱とも。

## 概要
康総は河内康胤の子で、真継氏に養子入りする前には河内五郎を称した。永禄9年（1566年））12月7日付の書状では真継兵庫助（久直）とともに宛名になっている。『言継卿記』永禄12年（1569年）閏5月18日条には「真次源五郎」と見えることから、これ以前に真継氏に養子入りしたと考えられる。そして、『歴名土代』には「藤康総（柳原侍真継）」とある。
正親町天皇女房奉書によると、康総は「たうの侍」の子であり、「ほくめん」に養子入りしたという。また、大和晴完の故実書とされる「大和大和守晴完入道宗恕筆記」によると、柳原家配下の下北面の侍であったとされる。また、時期は不明であるが五位となったために河内源大夫と呼ばれるようになった。
永禄10年（1567年）2月24日には幕府の奉行人である布施弥太郎を負傷させている。
『地下家伝』によると、康総は真継宗弘を父として天文21年（1552年）に生まれたとされる。そして元亀2年（1571年）正月27日に19歳で叙爵し、慶長4年（1599年）7月17日に美濃守に任ぜられ、同14年に伊勢神宮の奉幣使が再興された節に別勅によって斎部姓を兼ね、寛永元年（1624年）10月20日に73歳で死んだという。康総という名前や父親以外の箇所は真継家文書中の「出納御蔵家伝」や「家伝」などでも差異がない。『地下家伝』には康総・康綱の改名に関する記録はなく、2つの諱を使い分けたとも考えにくいことから、「総」と「綱」の文字の判読の相違と考えられ、熱田神宮の「源康総筆」とされる和歌懐紙は康総の諱を知る上で重要な資料である。
康総は『地下家伝』によると紀氏・忌部氏であるとされるが、紀姓は義父の久直が乗っ取った新見氏の本姓であり、忌部姓は伊勢神宮奉幣使忌部代を世襲したことを反映した記述である。同時代史料である『歴名士代」には「藤康総」とあることから、元亀2年（1571年）時点で真継家は藤原氏であったと考えられる。また、和歌懐紙には「源康総」とある。ただし、義父・久直は、天文14年（1545年）に兵庫助に任じられた際や天正14年（1586年）に伊豆守に任じられた際の口宣案には「小野久直」とあり小野氏を名乗っている。
享保20年（1735年）に原形が成立したと想定される『百年以来近代地下諸家伝』によると、「康綱」と「久忠」は源氏とされ、『地下家伝』に真継玄弘が「姓改紀」とあることから、この時に紀姓に改めた可能性がある。そして、康綱の「源姓」は、実家の河内氏の本姓であったと考えられる。

### 公家との関係
天文3年（1534年）に、山科言継は禁裏六町の堀普請をめぐり堺公方府や禁裏六町と交渉を行ったが、町東代表4名の内の1人が康総の義理の祖父にあたる真継新九郎であった。永禄10年（1567年）には真継氏は禁裏六町に賦課された出銭の免除を勧修寺晴右に要請しており、真継氏当主は禁裏六町の「執行部」の1人と評されていた。大永6年（1526年）には真継弥兵衛尉が公家・三条家の銭主として確認でき、16世紀前半段階での真継家の蓄財の様子が予想できる。真継新九郎・久直父子は金銭貸与を理由に、新見有弘から蔵人所小舎人の職と鋳物師支配の権利を強制的に譲り得ていることから、当時の真継氏は経済的に余裕のある町来であったと推測できる。
山科言継と康総の交流の初見は永禄3年（1560年）が確実である。当時の康総は「河内源五郎」を称しており、日記には「河内（空欄）」のように名前が記されておらず、この時初対面であったと考えられる。また、「庭田内」との付記があり、これは河内源五郎が庭田家に奉公していたことを表している。同年には河内源五郎に「柳原内」との付記もあり、柳原家にも仕えていた。養父の真継兵庫助久直も柳原家奉公であった。柳原家（柳原資定）は河内氏と真継氏の主家であると同時に、言継と邸宅が近く親交が深かったことから、柳原・真継・河内各家と山科家は複合的な関係性を有していたと言える。また真継氏と山科家は近所に所在していて、地理的環境による近所意識もあり、さらに言継の後年に見られるような「庶民との幅広い交際」・「持って生まれた庶民性」と評される性格も康総（河内源五郎）と小童達を受け入れた要素として考えられる。当初言継と康総2人は年末年始・節句の挨拶等が見られるが、後に朝日・節句等の畏まった挨拶のみではなく囲碁・将棋等の遊興や雑談といった理由で言継邸を頻繁に訪問するようになった。。康総の参加した言継邸での将棋・双六の仲間は、幕臣一族と思しき伊勢氏・石谷氏・布施氏や、葉室家・広橋家・中御門家・薄等の公家衆等、常楽寺栖雲等の僧衆といった多彩な身分構成からなる。また老年の雲林院松軒や「冷泉兒」 ・「河内源五郎以下少童共(永禄11年（1568年）」といった子供も見え、年齢層も幅広い。後に冷泉為満の月和歌会に参加するようになる康総は、永禄9年（1566年）の段階で主家・柳原家の法楽連歌和歌会にも参加し、その年末には自身の夢想によって法楽和歌を募るなど、言継の残した記録のみであるが、歌数こそ少ないものの若い頃より連歌や和歌に親しんだことがわかる。また、『地下家伝』によると康総は天文21年（1552年）の誕生であり、永禄11年（1568年]）では数え17歳である。永禄3年（1560年）の「河内某」が源五郎だとすると、この時は9歳で、永禄6年（1563年）には12歳、連歌を詠んだ永禄9年（1566年）で15歳となる。17歳という若い年齢で子供（少童）を連れて言継邸を訪れたために「河内源五郎以下少童共」と記録されたと考えられる。ただし、康総が言継・言経親子の下を訪れることはあってもその逆は確認できず、身分的な格差があったこともわかる。
康総と武家権力との仲介者は、武家では楠正虎、公家では大炊御門経頼であった。康総は、天正17年（1589年）に正虎を通じて徳川家康の支配する三河国における活動を企画して一定の成果を得ており、また鋳物師支配推進の為に将軍・徳川秀忠への接近を計画して慶長16年（1611年）から元和年中（1615年〜1624年）に経頼を仲介者として秀忠に御目見得した。山科・冷泉・楠各家にも血縁的な関係があった。山科言経室（冷泉為益娘）の妹・御春（御茶々・ハチ）は正虎の子・正辰に嫁ぎ2男1女を授かって離別し、文禄3年（1594年）に豊臣秀吉の家臣・一柳直盛に再嫁し翌年離別している。御春と正辰が離別した後も、正虎の妻・妙貞は御春の子（妙貞の孫）や言経達と交流を続けたという。真継家、楠家、冷泉家、山科家は一時姻族の関係があり、離別後もその関係を以て楠家と交流が続いていた。康総と正虎との接点に山科・冷泉両家があったことも想定できる。御春（茶々）の離別後の史料であるが、『言緒記』元和4年（1618年）
2月4日条に「御ちゃちゃ・楠主水・妙寿被来了」とあり、御茶々（御春）・妙寿（康総の姉）・楠主水が言緒の下を訪問している。大炊御門経類については、経頼と康総は冷泉家の和歌会にて同席しており、2人で行動する間柄でもあった。
山科言緒と康総の関係も深く、言緒が「傍輩」を集めて「乱酒」に及ぶ宴会を行った際には、言緒よりかなりの年長者であった康総も同席している。大炊御門家や冷泉家での和歌会にもともに参加している。さらに、康総の姉・妙寿や康総の妻・「真継美濃内」といった康総の親族が言緒を訪ね、薬・帯・串柿
などの贈答がなされている。『言緒卿記』によると、元和4年（1618年）12月21日には山科少将言総の「年忘」の会に、言緒・言総達家族親族と共に妙寿が参加してい
る。真継氏と山科家は、言緒・言総の代に至っても気心の知れた家族ぐるみの付き合いがあった。
山科言経室（冷泉為益娘）の姉妹である花恩院佐超の妻による佐超7回忌法要の非時を頂いた中に、冷泉家・四条家中と共に康総と姉の妙寿の名が見える。また、四条隆昌（冷泉為益の子）の実家である冷泉家の親族が参加して隆昌室13回忌法要が催された際に康総も参加している。
慶長9年（1604年）3月、公家の冷泉為満・山科言緒・舟橋秀賢と康総は熱田神宮を参拝し、社家・僧衆と和歌会を催した。またともに尾張清須城主・松平忠吉への訪問も行なっている。為満一行は3月4日に出京し、7日に尾張国の熱田神宮を参拝、その後に松平忠吉と交流を持ち、15日には熱田で和歌会に参加した。16日に山科言緒と舟橋秀賢は熱田から伊勢参宮に出立し、21日に帰洛している。言緒が尾張から父・山科言経に派遣した使者は18日に上浴しており、翌19日には康総が旅行の報告のために2歳の娘とともに京都山科邸を訪問している。